# Phanerotoma atriceps
Phanerotoma atriceps är en stekelart som beskrevs av Herbert Zettel 1992. Phanerotoma atriceps ingår i släktet Phanerotoma och familjen bracksteklar. Inga underarter finns listade i Catalogue of Life.